# Recueil parmi les fleurs
Le Recueil parmi les fleurs est une sélection de poèmes chinois lyriques ci compilés par Zhao Chongzuo, un lettré du royaume de Shu postérieur, en 940. Cette anthologie aussi connue sous le nom chinois de Huajian ji (花间派). L’œuvre présente un assortiment de vers qui mettent en avant la beauté de la nature, les émotions personnelles et la majorité d’entre eux parlent des subtilités de l’amour entre hommes et femmes.

## Contexte
Zhao Chongzuo (赵崇), fonctionnaire du royaume des Shu Postérieurs né à Tianshui dans le Gansup. 215, termine une compilation de ci en 940 durant la troisième année de l’ère Guangzheng du Shu postérieur. Il demande au poète Ouyang Jiong, juge militaire du royaume, d’en écrire la préface et de lui trouver un titre. Et c’est Ouyang qui donne le nom de 花间集 (Huajian Ji) au recueil. Ce titre se traduit en français par Recueil parmi les fleurs, d’où est tiré le nom de l’école poétique Parmi les fleurs. Selon la préface rédigée par le poète Ouyang, les œuvres réunies sont des « paroles de chansons des poètes », c’est-à-dire des paroles composées par des lettrés.
Ce recueil contient les ci de l’école Parmi les fleurs, un courant littéraire qui est apparu à la fin de la dynastie Tang et qui s’est épanoui durant la période du Shu postérieur et celle des  Cinq Dynasties et des Dix Royaumes. De fait, concrètement, il couvre la période allant de la première année de l’ère Kaicheng des Tang (836) jusqu’à la cinquième année de l’ère Tianfu des Jin postérieurs (940).
Le Huajian ji  est considéré comme une œuvre fondamentale dans l’évolution du genre ci. C’est aussi la première anthologie littéraire chinoise de ci représentant la poésie lyrique émergente en Chine à ce moment-là et elle occupe une place importante dans l’histoire de ce genre. De plus, elle a exercé une grande influence sur les ci des générations suivantes et elle est tenue comme « l’ancêtre des compositions lyriques modernes ».
Les poètes de la dynastie Song du Nord (r. 960-1279) estimaient le Huajian Ji comme l’autorité en matière de ci et appelaient les œuvres de ce livre de la « poésie authentique ».
Grâce au Recueil parmi les fleurs, les œuvres des poètes de la fin des Tang et des Cinq Dynasties ont pu être transmises aux générations futures, offrant une précieuse référence pour l’étude de l’origine et du développement du ci.

## Contenu
Le Recueil parmi les fleurs comprend cinq cents poèmes lyriques écrits par dix-huit auteurs, répartis en dix volumes. Les œuvres sont classées par auteur, puis par mélodie.
La majorité des poèmes sont de forme courte et ne dépassent pas cinquante caractères. Ils sont aussi sans titre.
Wen Tingyun — qui est considéré comme le fondateur du courant Huajian — est celui qui a le plus de poèmes dans cette anthologie. Il en a soixante-six et ils sont placées au début du recueil. Il est à noter que Wen a eu une influence importante sur le style des poètes qui l’ont imité.
Un des objectifs de cette compilation est de fournir un modèle de chant sur mesure pour les lettrés et les belles dames de l’époque et des générations futures.

## Poèmes et thèmes
Les poèmes sélectionnés dans le Recueil parmi les fleurs reflètent principalement la vie de divertissement et de festivités des nobles et des courtisans. Leur thématique est celle de la poésie amoureuse. Il est presque essentiellement question de l’amour entre hommes et femmes et de la vie dans le boudoir. Le style est flamboyant, caractérisé par une richesse et une beauté exubérantes. Le langage y est fleuri pour exprimer des sentiments de nostalgie amoureuse et il comporte de fortes allusions sensuelles. Ce sont tous des poètes masculins qui « empruntent majoritairement une voix féminine » pour décrire la vie des femmes dans les alcôves,. Du fait que ce sont les lettrés qui les ont écrits, ces ci montrent une recherche de perfection littéraire. Contrairement aux musiciens qui partaient d’un air pour créer des paroles, les lettrés composent des paroles sur des mélodies établies. Les deux grands poètes de cette période sont Wen Tingyun (vers 859) et Li Yu (937-978).

## Les poètes du recueil
Les poètes de l'école Parmi les fleurs sont appelés les poètes floraux.
Voici le tableau des noms des poètes apparaissant dans le Recueil parmi les fleurs,p. 215.
| Volume | Auteurs (nombre de ci)                                                    |
| ------ | ------------------------------------------------------------------------- |
| 1      | Wen Tingyun (50)                                                          |
| 2      | Wen Tingyun (16) ; Huangfu Song (12) ; Wei Zhuang (48)                    |
| 3      | Wei Zhuang (48) ; Xue Zhaoyun (19); Niu Qiao (32)                         |
| 4      | Niu Qiao (32) ; Zhang Mi (27)                                             |
| 5      | Zhang Mi (27); Mao Wenxi (31) ; Niu Xiji (11) ; Ouyang Jiong (17)         |
| 6      | Ouyang Jiong (17); He Ning (20); Gu Xiong (55)                            |
| 7      | Gu Xiong (55); Sun Guangxian (61)                                         |
| 8      | Sun Guangxian (61); Wei Chenban (15)                                      |
| 9      | Wei Chenban (15); Lu Qianyi (6); YanXuan (8); Yin E (6) ; Mao Xizhen (29) |
| 10     | Mao Xizhen (29) ; Li Xun (37)                                             |